# 大頷舌鱊
大頷舌鱊（学名：Acheilognathus macromandibularis）為輻鰭魚綱鯉形目鱊科鱊屬的一種，分布於亞洲中國長江下游流域，範圍在安徽省樅陽市及湖北省洪湖市，體長可達5.2公分，棲息在溪流、溝渠、水塘底層水域，繁殖期時雌魚會將卵產在貽貝中，幼魚孵化而且停留在貝殼內中，直到它們能游泳。

## 扩展阅读
維基物種上的相關：大頷舌鱊